# Gustavo Pinto
Gustavo Hernán Pinto (Ciudadela, 29 maggio 1979) è un ex calciatore argentino, di ruolo centrocampista.